# Inglaterra en la Copa Mundial de Fútbol de 1950
Inglaterra fue una de las 13 selecciones participantes en la Copa Mundial de Fútbol de Brasil 1950, la cual fue su primera aparición mundialista.

## Clasificación
Inglaterra enfrentó en una cuadrangular a Escocia, Irlanda y Gales para definir a dos clasificados. Inglaterra ganó sus 3 partidos y clasifica a su primer mundial.

## Jugadores
Estos son los 21 jugadores convocados para el torneo:

## Resultados
Inglaterra fue eliminada en la fase de grupos.
| País           | J | G | E | P | GF | GC | GD | PTS |
| -------------- | - | - | - | - | -- | -- | -- | --- |
| España         | 3 | 3 | 0 | 0 | 6  | 1  | +5 | 6   |
| Inglaterra     | 3 | 1 | 0 | 2 | 2  | 2  | 0  | 2   |
| Chile          | 3 | 1 | 0 | 2 | 5  | 6  | −1 | 2   |
| Estados Unidos | 3 | 1 | 0 | 2 | 4  | 8  | −4 | 2   |

| 25 de junio de 1950 | Inglaterra                  | 2-0     | Chile | Maracanã, Río de Janeiro                                       |                                                                |
|                     | Mortensen 39' · Mannion 51' | Reporte |       | Asistencia: 29 703 espectadores Árbitro(s): Karel van der Meer | Asistencia: 29 703 espectadores Árbitro(s): Karel van der Meer |

| 29 de junio de 1950 | Estados Unidos | 1-0     | Inglaterra | Estádio Independência, Belo Horizonte                        |                                                              |
|                     | Gaetjens 38'   | Reporte |            | Asistencia: 10 151 espectadores Árbitro(s): Generoso Dattilo | Asistencia: 10 151 espectadores Árbitro(s): Generoso Dattilo |

| 2 de julio de 1950 | España    | 1-0     | Inglaterra | Maracaná, Río de Janeiro                                     |                                                              |
|                    | Zarra 48' | Reporte |            | Asistencia: 74 462 espectadores Árbitro(s): Giovanni Galeati | Asistencia: 74 462 espectadores Árbitro(s): Giovanni Galeati |